# 栄叡
栄叡（ようえい、生年未詳 - 749年）は、奈良時代の法相宗の僧。美濃国の出身。

## 生涯・人物
興福寺に住して法相教学を学び、733年に出家者に正式な戒を授けるための伝戒師を招請するため、普照とともに第十次遣唐使船で難波津を出航し唐へ渡った。唐では洛陽の大福先寺で「三師七証」の儀式で具足戒を受け、大福先寺にいた僧道璿に来日を要請した。唐にとどまること10年目にして揚州大明寺の鑑眞に拝謁し、改めて日本へ渡ることを要請した。鑑眞は渡航することを決意し、数次にわたり渡航を決行したが失敗し、6度目にしてようやく日本へ渡ることができた。しかし、この間に榮叡は、749年に病を得て端州龍興寺で死去した。苦楽を共にした普照とは親友同士であり、榮叡の最期を看取ったのも普照である。榮叡が亡くなった際に、普照は我を忘れて号泣したと伝わる。